# كارلتون غاري
كارلتون غاري (بالإنجليزية: Carlton Gary) هو قاتل متسلسل أمريكي، ولد في 15 ديسمبر 1952 في كولومبوس في الولايات المتحدة، وتوفي في 15 مارس 2018 في جاكسون في الولايات المتحدة بسبب حقنة قاتلة.